# كأس السوبر الكويتي 2015
كأس السوبر الكويتي 2015 هي مباراة أقيمت في 21 سبتمبر 2015 بين نادي الكويت ونادي القادسية. المباراة تجمع بين بطل الدوري الكويتي وبطل كأس الأمير الكويتي، وتعتبر المباراة هي بداية انطلاق الموسم الكروي الكويتي لعام 2015 وهو ثامن سوبر كرة قدم يقام في الكويت وفاز بها نادي الكويت بنتيجة ثلاث أهداف مقابل هدف.

## المباراة
| نادي الكويت الكويتي                                 | 3 – 1 | نادي القادسية الكويتي |
| --------------------------------------------------- | ----- | --------------------- |
| حسين حاكم 29' · روجيريو كوتينيو 35' · حسين حاكم 56' |       | فهد الأنصاري 7'       |

## البطل
| كأس السوبر الكويتي 2015 |
| ----------------------- |
| الكويت اللقب الثاني     |
| Logo                    |